# Lerista uniduo
Lerista uniduo este o specie de șopârle din genul Lerista, familia Scincidae, descrisă de Storr 1984. Conform Catalogue of Life specia Lerista uniduo nu are subspecii cunoscute.